# Sempervivum wulfenii
Sempervivum wulfenii är en fetbladsväxtart. Sempervivum wulfenii ingår i släktet taklökar, och familjen fetbladsväxter.

## Underarter
Arten delas in i följande underarter:
- S. w. juvanii
- S. w. wulfenii

## Bildgalleri

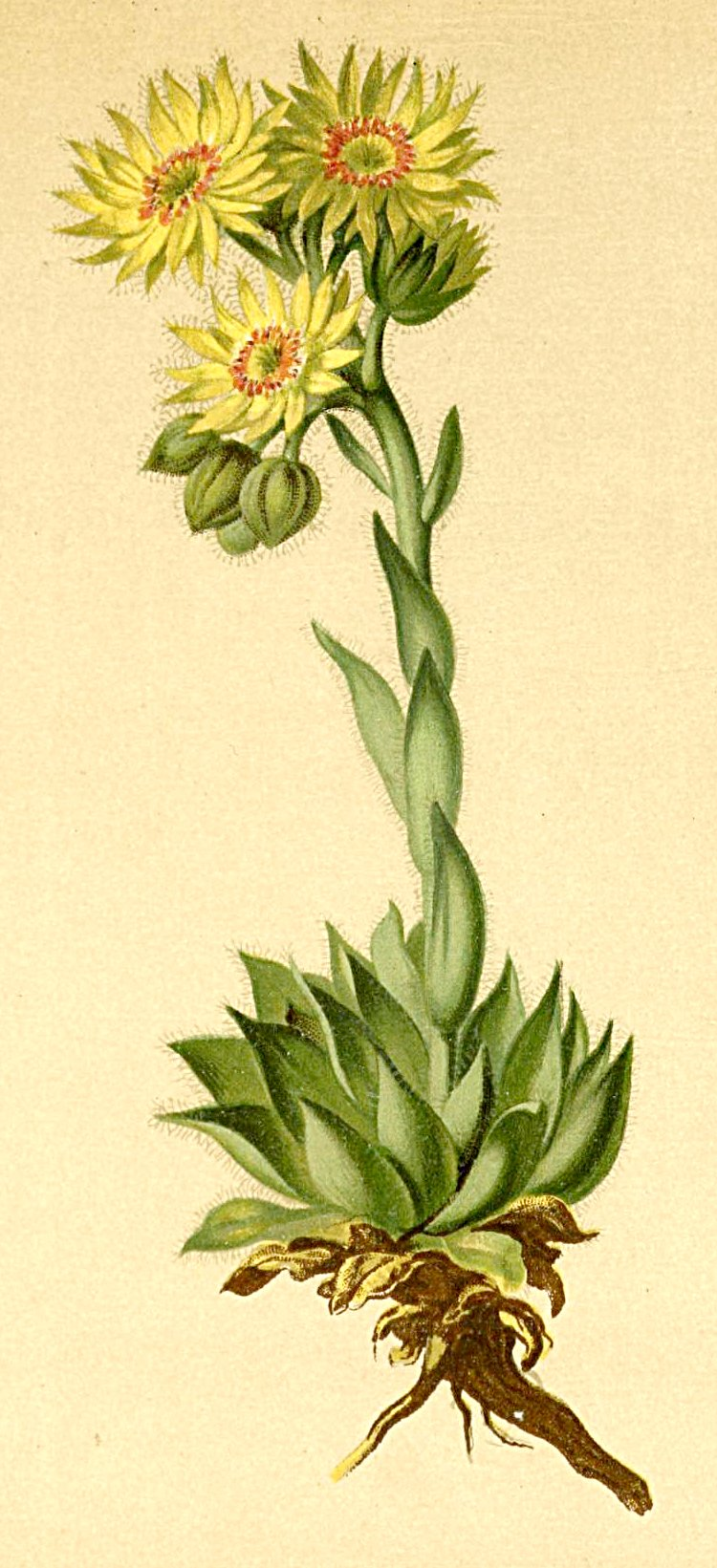
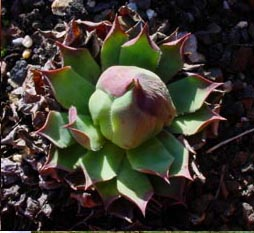